# Bajkal Energija
Bajkal-Energija är en rysk bandyklubb från Irkutsk som spelar i den Ryska ligan i bandy.

## 2012/2013
Bajkal Energijas trupp säsongen 2012/2013:
- Tränare: Valerij Eichwald,  Ryssland

| Pos. | Nr | Spelare                 | Nationalitet       |
| ---- | -- | ----------------------- | ------------------ |
| MV   | 23 | Oleg Tokarev            | Ryssland           |
| MV   | 31 | Denis Rijsev            | Ryssland           |
| F    | 4  | Anatolij Golubkov       | Ryssland           |
| F    | 14 | Bloem Maksim            | Ryssland           |
| F    | 17 | Igor Wasserman          | Ryssland           |
| F    | 26 | Timur Kutupov           | Ryssland           |
| F    | 44 | Victor Tjernych         | Ryssland           |
| F    | 77 | Maksim Ejsbrunner       | Ryssland           |
| MF   | 8  | Jevgenij Sjadrin        | Ryssland           |
| MF   | 11 | Nikita Jerahtin         | Ryssland           |
| MF   | 18 | Sjafiev Nurmamed        | Ryssland           |
| MF   | 19 | Andrej Kovalev          | Ryssland Kazakstan |
| MF   | 21 | Pavel Dubovik           | Ryssland           |
| MF   | 25 | Jevgenij Tatarnikov     | Ryssland           |
| MF   | 77 | Jevgenij Perevosjtjikov | Ryssland           |
| MF   | 51 | Maksim Gavrilenko       | Ryssland           |
| MF   | 71 | Maksim Sjirjajev        | Ryssland           |
| MF   | 79 | Stepan Bibajoff         | Ryssland           |
| MF   | 87 | Andrew Savtjuk          | Ryssland           |
| MF   | 91 | Aleksandr Jegoritjev    | Ryssland           |
| FW   | 5  | Aleksandr Nasonov       | Ryssland           |
| FW   | 7  | Ivan Usjakov            | Ryssland           |
| FW   | 24 | Timothy Beznosov        | Ryssland           |
| FW   | 40 | Dmitrij Tjehutin        | Ryssland           |